# Pobladura del Valle
Pobladura del Valle ist ein nordwestspanischer Ort und eine Gemeinde (municipio) mit nur noch 273 Einwohnern (Stand: 2024) im Süden der Provinz Zamora in der Autonomen Gemeinschaft Kastilien-León. 

## Lage und Klima
Pobladura del Valle liegt am westlichen Rand der Kastilischen Hochebene (Meseta Iberica) in einer Höhe von ca. 735 m. Der Río Órbigo begrenzt die Gemeinde im Südwesten. Durch die Gemeinde führt die Autovía A-6. Die Provinzhauptstadt Zamora ist gut 57 Kilometer (Fahrtstrecke) in südlicher Richtung entfernt. 
Das gemäßigte Kontinentalklima wird nur selten vom Atlantik beeinflusst.

## Bevölkerungsentwicklung
| Jahr      | 1970 | 1981 | 1991 | 2001 | 2011 | 2021 |
| Einwohner | 496  | 409  | 396  | 337  | 315  | 295  |

## Sehenswürdigkeiten

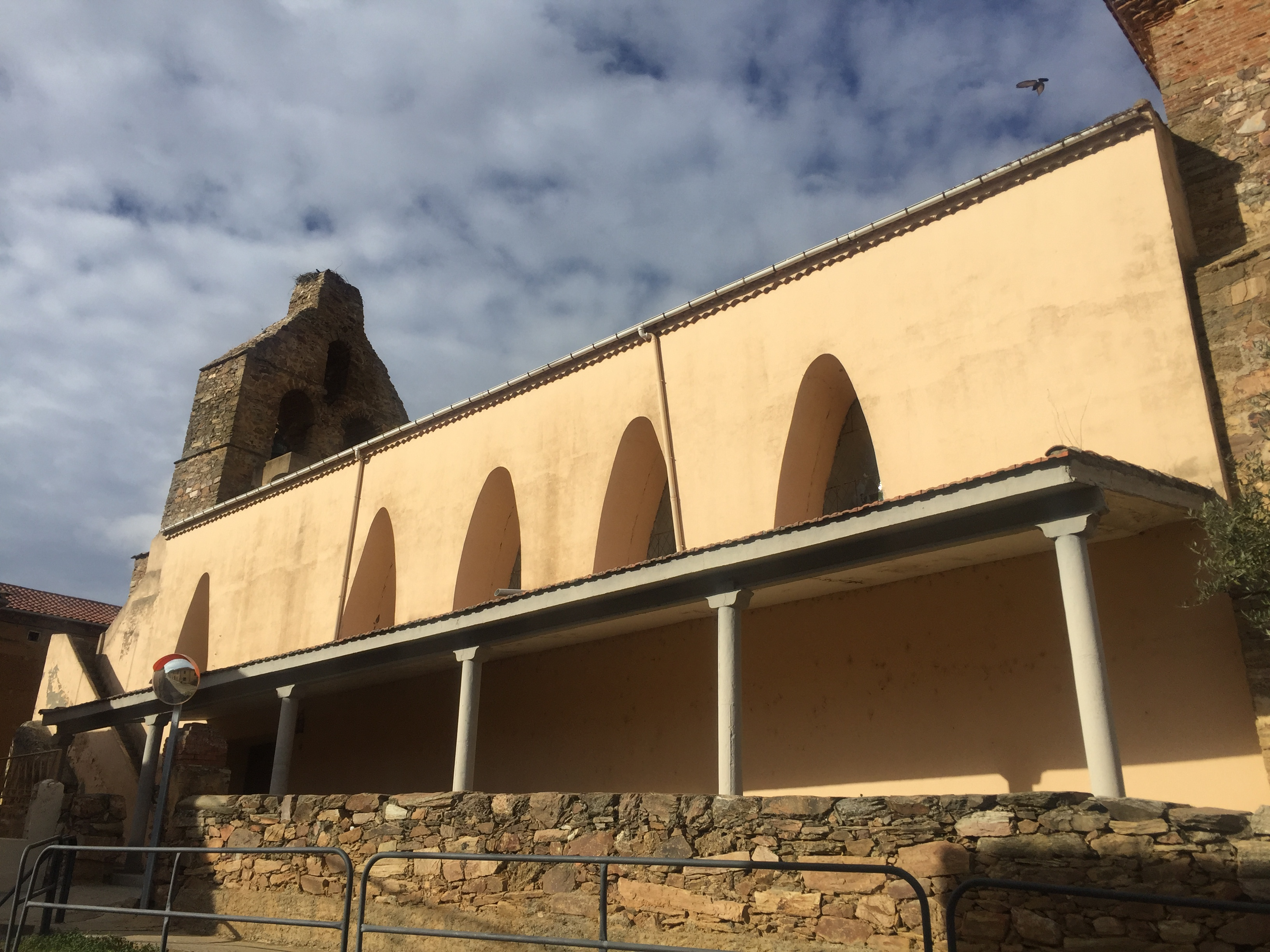
Thomaskirche
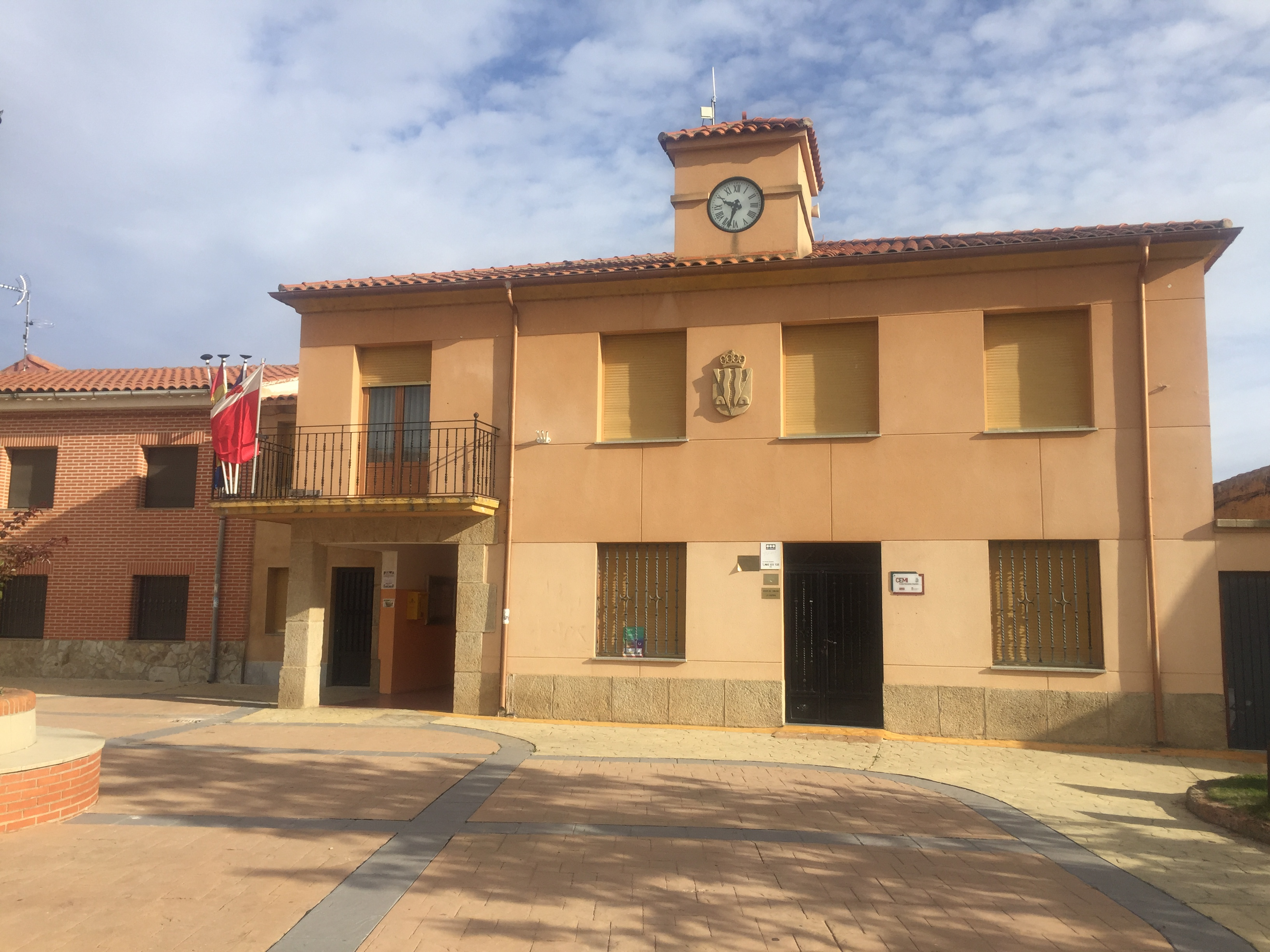
Rathaus

- Thomaskirche
- Rathaus